# Войцеховський Віктор Вікторович
Ві́ктор Ві́кторович Войцехо́вський (нар. 3 травня 1987, П'ятихатки — 27 січня 2015, Дебальцеве) — солдат Збройних Сил України, учасник російсько-української війни.

## Короткий життєпис
Закінчив Саксаганське ПТУ-77, механізатор. Працював охоронцем.
Під час антитерористичної операції на сході України — стрілець-радіотелефоніст, 40-й окремий мотопіхотний батальйон — 17-та окрема танкова бригада.
27 січня 2015-го загинув у бою терористичними збройними бандформуваннями так званих Донецької і Луганської народних республік при утримуванні позицій під Дебальцевом, не відступивши з лінії вогню.
Похований у місті П'ятихатках.

## Нагороди та вшанування
- Указом Президента України № 282/2015 від 23 травня 2015 року, «за особисту мужність і високий професіоналізм, виявлені у захисті державного суверенітету та територіальної цілісності України, вірність військовій присязі», нагороджений орденом «За мужність» III ступеня (посмертно)[1].
- Нагороджений «Іловайським Хрестом» (посмертно).
- Вшановується в меморіальному комплексі «Зала пам'яті», в щоденному ранковому церемоніалі 27 січня[2][3].